# Ducado de Borbón

Ducado de Borbón, en Francia

Escudo de armas Los primeros señores de Borbón con armas de la familia de Dampierre.

Escudo de armas de los duques de Borbón desde 1327-1410.

Escudo de armas de los duques de Borbón desde 1410-1488.

Escudo de armas de los duques de Borbón desde 1488-1523.

Borbón fue un señorío a cargo de vasallos del rey de Francia desde el año 950 hasta el 1327, de la familia de Dampierre.
En el año 1272 el rey San Luis IX casó a su hijo menor Roberto de Clermont con la heredera de las tierras de Borbón, la Señora de Borbón, Beatriz de Borgoña. Él cambió el blasón que cruzó los lises de Francia con una banda de gules.
Fue Luis, el hijo de ambos, que por creación del rey se convirtió en el primer Duque de Borbón, quien conservó el blasón paternal que se convirtió en el blasón de Borbón.
A finales del siglo XIV el rey de Francia Carlos V simplificó las armas y reemplazó todas las flores de lis dejando tan sólo tres de ellas. Varios príncipes reales lo imitaron quedando así las armas modernas.
Los Borbón llegarían a gobernar: Navarra, España, Dos Sicilias, el Gran Ducado de Luxemburgo, el Principado de Condé, el de Conti y el mismo reino de Francia, entre otros tantos dominios.
| Duques de Borbón | Duques de Borbón              | Duques de Borbón |
| Años             | Duque                         | Otros títulos nobiliarios |
| ---------------- | ----------------------------- | --- |
| 1327-1342        | Luis I (1280-1342)            | Señor de Borbón (1310-1327) Conde de Clermont (1317-1327) (1331-1342), conde de La Marche y 1.er Duque de Borbón (1327-1342)                                                                                              |
| 1342-1356        | Pedro I (1311-1356)           | Conde de Clermont y La Marche, y 2º Duque de Borbón (1342-1356) |
| 1356-1410        | Luis II (1336-1410)           | Conde de Clermont y 3º Duque de Borbón (1356-1410); por su matrimonio con Ana d'Auvergne: Conde de Forez y Señor de Mercœur(1372-1410) y después Señor de Beaujeau (1400-1410)                                            |
| 1410-1434        | Juan I (1381-1434)            | Conde de Clermont (1400-1424), conde de Forez, Señor de Mercœur, Señor de Beaujeu y 4º Duque de Borbón (1410-1434); por herencia de su suegro: Duque de Auvergne y Conde de Montpensier (1416-1434)                       |
| 1434-1456        | Carlos I (1401-1456)          | Conde de Clermont (1424-1456), Señor de Beaujeu, Conde de Forez, Duque de Auvergne y 5º Duque de Borbón (1434-1456) |
| 1456-1488        | Juan II (1426-1488)           | Conde de Clermont, Conde de Forez, Duque de Auvergne y 6º Duque de Borbón (1456-1488) |
| 1488             | Carlos II (1433-1488)         | Conde de Clermont, Conde de Forez, Duque de Auvergne y Duque de Borbón (1488) |
| 1488-1503        | Pedro II (1438-1503)          | Señor de Beaujeu (1456-1503), conde de La Marche (1477-1503), conde de Forez, Conde de Clermont, Duque de Auvergne y 7º Duque de Borbón (1488-1503)                                                                       |
| 1503-1521        | Susana de Borbón (1491-1521)  | Señora de Beaujeu, Condesa de Forez, Condesa de Clermont, Condesa de Gien, Condesa de La Marche, Duquesa de Auvergne y Duquesa de Borbón (1503-1521)                                                                      |
| 1505-1527        | Carlos III (1490-1527)        | Conde de Montpensier, Conde de Clermont-en-Auvergne y Delfín del Auvergne (1501-1527); Señor de Beaujeu, Conde de Forez, Conde de Gien, Conde de La Marche, Duque de Auvergne y 8º Duque de Borbón (1505-1527)            |
| 1527-1537        | Carlos IV (1489-1537)         | Conde de Vendôme (1495-1514), 1.er Duque de Vendôme (1514-1537) y 8º Duque de Borbón (1527-1538) |
| 1537-1562        | Antonio de Borbón (1518-1562) | 2.º Duque de Vendôme y Duque de Borbón (1537-1562); Duque de Beaumont (1550-1562); Vizconde de Bearn, Conde de Foix, Conde de Bigorre, Conde de Armagnac, Conde de Périgord, Duque de Albret y Rey de Navarra (1555-1562) |
| 1562-1610        | Enrique de Borbón             | Vizconde de Limoges, 3.er Duque de Vendôme, Duque de Borbón y Rey de Navarra (Nuncio Ric); Rey de Francia |